# Libra (musikgrupp)
Libra var en italiensk jazz/rockgrupp som var aktiv mellan 1974 och 1977.
Libra bildades i Rom, Italien, 1974. Bandet bestod då av medlemmarna Federico D'Andrea (sång och gitarr), Nicola Di Stasi (sång och gitarr) Sandro Centofanti (keyboard), Dino Cappa (bas och sång) och David Walter (trummor och slagverk). Efter en turné med Banco del Mutuo Soccorso spelade de in sitt första album, Musica e parole (1975).
Bandet gjorde sig i första hand kända genom att spela in soundtracket till Mario Bavas film Schock.

## Diskografi
- Musica e parole  1975
- Libra 1975 amerikansk utgåva av ovanstående album
- Winter day's nightmare 1976 US-release only
- Schock 1977
- Schock 2001 nyutgåva med fyra bonusspår
- Musica e parole 2003 nyutgåva